# 1488

## Родени
- 14 август – Фридрих Вилхелм I, крал на Прусия

## Починали
- 30 юни – Андреа Верокио, италиански скулптор и живописец